# Koen Goethals
Koen Goethals (Sint-Michiels, 19 december 1961) is een Belgisch bioloog en bestuurder.

## Levensloop
Koen (Koenraad) Goethals studeerde biologie aan de Rijksuniversiteit Gent, alwaar hij in 1994 promoveerde tot doctor in de wetenschappen (dierkunde) met een proefschrift over de moleculaire genetica van symbiose.
Hij werd in 2002 benoemd als docent in de moleculaire genetica aan de Universiteit Gent. Van 2004 tot 2017 was hij academisch beheerder aan de Universiteit Gent. In november 2017 volgde hij Bert Hoogewijs op als algemeen directeur van de Hogeschool Gent.
In 2014 volgde hij Dany Vandenbossche op als voorzitter van het Vermeylenfonds. Na twee mandaten droeg hij het voorzitterschap in 2018 over aan Tarik Fraihi. 